# Eurobowl IV
Eurobowl IV war das Endspiel der vierten Saison der European Football League. Am 28. Juli 1990 standen sich die Legnano Frogs und die Manchester Spartans gegenüber. Die englischen Spartans konnten das vierte Endspiel mit 34 zu 22 gewinnen.

## Spielverlauf
Die ersten Punkte des Spiels machte ein Spieler aus Legnano. Der US-amerikanische Quarterback Matthews Stevens warf einen langen 28-Yard-Touchdown-Pass an den ebenfalls US-amerikanischen Scott Whitehouse. Im selben Viertel konnten beide Mannschaften noch einen Touchdown durch lange Pässe erzielen, zuerst die Frogs mit einem 35-Yard-Pass und dann die Spartans mit einem 47-Yard-Pass von Hazen Choates an Leroy Innes. Im zweiten Spielviertel konnten die Spartans durch einen 6-Yard-Lauf noch einen weiteren Touchdown erzielen, womit es mit einem Zwischenstand von 14 zu 14 für die Gastgeber in die Halbzeitpause ging. Die zweite Halbzeit dominierten die Engländer, sie konnten bis zur Mitte des letzten Viertels drei weitere Touchdowns erzielen, wobei jedoch zwei Extrapunktversuche danebengingen. Im letzten Viertel schaffte die italienische Mannschaft noch einen bedeutungslosen Touchdown mit einer Two-Point Conversion. Somit stand der Endstand von 34 zu 22 für die Manchester Spartans fest.

## Scoreboard
| Eurobowl IV – Rimini | Eurobowl IV – Rimini | Eurobowl IV – Rimini | Eurobowl IV – Rimini                           | Eurobowl IV – Rimini                           | Eurobowl IV – Rimini                           | Eurobowl IV – Rimini                           |
| -------------------- | -------------------- | -------------------- | ---------------------------------------------- | ---------------------------------------------- | ---------------------------------------------- | ---------------------------------------------- |
| Team                 | Team                 | Punkte               | Q1                                             | Q2                                             | Q3                                             | Q4                                             |
| Manchester Spartans  | Manchester Spartans  | 34                   | 7                                              | 14                                             | 7                                              | 6                                              |
| Legnano Frogs        | Legnano Frogs        | 22                   | 7                                              | 7                                              | 0                                              | 8                                              |
| Spartans             | Frogs                | Spieler              | Spielzug                                       | Spielzug                                       | Spielzug                                       | Spielzug                                       |
| 0                    | 7                    | Scott Whitehouse     | 19-Meter Pass von Matt Stevens (PAT Rovellini) | 19-Meter Pass von Matt Stevens (PAT Rovellini) | 19-Meter Pass von Matt Stevens (PAT Rovellini) | 19-Meter Pass von Matt Stevens (PAT Rovellini) |
| 7                    | 7                    | Leroy Innis          | 47-Meter Pass von Hazan Choates (PAT Pearson)  | 47-Meter Pass von Hazan Choates (PAT Pearson)  | 47-Meter Pass von Hazan Choates (PAT Pearson)  | 47-Meter Pass von Hazan Choates (PAT Pearson)  |
| 7                    | 14                   | Davide Da Pozzo      | 35-Meter Pass von Matt Stevens (PAT Rovellini) | 35-Meter Pass von Matt Stevens (PAT Rovellini) | 35-Meter Pass von Matt Stevens (PAT Rovellini) | 35-Meter Pass von Matt Stevens (PAT Rovellini) |
| 14                   | 14                   | Clifton Mitchell     | 5-Meter Lauf (PAT Pearson)                     | 5-Meter Lauf (PAT Pearson)                     | 5-Meter Lauf (PAT Pearson)                     | 5-Meter Lauf (PAT Pearson)                     |
| 21                   | 14                   | Hazan Choates        | 3-Meter Lauf (PAT Pearson)                     | 3-Meter Lauf (PAT Pearson)                     | 3-Meter Lauf (PAT Pearson)                     | 3-Meter Lauf (PAT Pearson)                     |
| 28                   | 14                   | Paul Bailey          | 6-Meter Lauf (PAT Pearson)                     | 6-Meter Lauf (PAT Pearson)                     | 6-Meter Lauf (PAT Pearson)                     | 6-Meter Lauf (PAT Pearson)                     |
| 34                   | 14                   | Allen Brown          | Pass von Hazan Choates                         | Pass von Hazan Choates                         | Pass von Hazan Choates                         | Pass von Hazan Choates                         |
| 34                   | 22                   | Scott Whitehouse     | 5-Meter Lauf (Conv. Principi)                  | 5-Meter Lauf (Conv. Principi)                  | 5-Meter Lauf (Conv. Principi)                  | 5-Meter Lauf (Conv. Principi)                  |